# خير الدين العمري
خير الدين العمري (1890-1951) كان مدير البلدية وراعي المجتمع المدني في الموصل.

## حياته
هو خير الدين حسن العمري ولد في الموصل وانهى دراسته فيها عام 1906 مارس التدريس عام 1910. واصدر جريدة النجاح لسان حال حزب الائتلاف والحرية المعارض للاتحاديين، تعرض للسجن ثم اغلقت صحيفته، تقلب في وظائف عدة منها محرراً ومديراً لجريدة الموصل ومديراً لمطبعة الولاية ورئيساً لكتاب الولاية ولخدماته أثناء الحرب العالمية الأولى اختص بحل الثغرات العسكرية وانعمت عليه الحكومة عام 1917بمدالية الحرب قلده اياها والي الموصل. وعندما احتلت القوات البريطانية الموصل عام 1918. أعفته من مناصبه فانضم إلى جمعية العهد لمقاومة الاحتلال البريطاني. وارسل عريضة من قبل جمعية العهد تتضمن رفض أهل الموصل للاحتلال البريطاني ولحق به (لجمان) الحاكم الإنكليزي العام في الموصل إلى تلعفر الا انه لم يعثر على (المضبطة) وعند تأسيس الحكم الملكي أصبح خير الدين أميناً للملك ثم انتخب نائباً عن الموصل عام 1932ورئيساً لبلدية الموصل عام 1947 وبقي في منصبه حتى وافته المنية.
قام خير الدين العمري بعمران كثير في الموصل حيث قام بفتح شارع الفاروق وشارع الطيران واقام حديقة الشهداء وجعلها منزهاً لأهل الموصل واقيم له نصب تذكاري في الحديقة تخليداً لخدماته. كان العمري إصلاحياً واتخذ من جريدة النجاح وسيلة لايصال صوته وارائه ومعالجة شؤون وطنه وتحسس آلام أمته وتطلع قومه إلى الحرية واهتم بالنواحي الاقتصادية ودعا إلى ثورة صناعية وإلى تأسيس معمل السكر ومعمل النسيج ومعمل السمنت في الموصل. وهو من رواد الصحافة في الموصل واهتم بالزراعة ودعا إلى فتح مدرسة زراعية في الموصل. وربط انحطاط الشعوب العثمانية بالبطالة والبطء، في النهوض لاغتنام الثورة الصناعية.
وقد لخص العمري اراءه قائلا «انني في جريدة النجاح وفي كل ماكتبته ادعو لاصلاح الاخطاء وتقويم الاعوجاج مع الاخلاص للرابطة العثمانية كمجموع يقف امام تيار أوروبا الجاري لئلا تصبح البلاد الإسلامية مستعمرة لغير المسلمين».

## مؤلفاته
من مؤلفاته:
- الواح الحرب (بالتركية)
- من كل واد حجر
- من المهد إلى اللحد (جزءان) مخطوط